# カリタス女子中学校・高等学校
カリタス女子中学校・高等学校（カリタスじょしちゅうがっこう・こうとうがっこう）は、神奈川県川崎市多摩区中野島に所在し、中高一貫教育を提供する私立女子中学校・高等学校。
ケベック・カリタス修道女会によって創設された学校法人カリタス学園が運営している。
校名のカリタス（caritas）はラテン語で神の愛、慈しみ、愛徳を意味する。
カリタス幼稚園・カリタス小学校は系列校。カリタス小学校から毎年80名程度が内部進学する。

## 教育理念
教育目標
- カトリック的世界観に立って、ケベック・カリタス修道女会の基本方針の下に、教養ある徳の高い女子を育成することを目的とする。
- 「普遍的な愛をもって人に尽くす」

一人ひとりの生徒が、日々神様に活かされている喜びを感じながら、 自分のためだけなくすべての人のために働くことができる人間へと成長していくことを目指す。
4つの心
キリスト教の価値観と創立者の精神に基づいた教育を行う上での、4つの指針を表す。
- 祈る心：神に心を開き信頼する人間を育てる
- 学ぶ心：一人ひとりの可能性を十全に伸ばす
- 交わる心：普遍的愛の心を育てる
- 奉仕する心：福音的社会を目指して奉仕する人間を育てる

## 沿革
- 1849年、ケベックに派遣された メール マルセル・マレ（フランス語版）らによりケベック・カリタス修道女会が設立される
- 1953年、ケベック・カリタス修道女会の3人のシスターが来日
- 1954年、東京都世田谷区若林にケベック・カリタス修道女会本部修道院を設置
- 1957年、カリタス学生寮開設（現在はなし）
- 1960年、学校法人カリタス学園を設立
- 1961年、神奈川県川崎市多摩区中野島にカリタス修道院・カリタス女子中学高等学校を開設
- 1964年、カリタス女子高等学校に2年制の専攻科を設置、小学校校舎が落成。
- 1966年、高等学校専攻科を発展的改組しカリタス女子短期大学英語科を開設
- 2006年4月より中高新校舎での授業を本格的に開始
- 2011年1月27日、外国語発表会が第30回を迎えた
- 2013年4月より高校1年生からのコース選択が高校2年生からとなる

## 校則
授業・終礼挨拶は「ごきげんよう。」お辞儀はとても丁寧に深々とする。最敬礼。学期は前期・後期の2学期制。高校1年、2年、3年のことを校内では4年、5年、6年と呼ぶ。

## 校舎
- 2006年4月より中高新校舎での本格的な授業を開始。それぞれの教科に教科センターを設置し、教科教室型運営方式を採用。
- 2008年度 第53回神奈川県建築コンクール一般建築物部門で「優秀賞」を獲得した。

## 教育の特色
英語•フランス語教育
英語に加えてフランス語を公用語とするカナダ・ケベック州に学園のルーツを持つため、外国語教育が非常に盛んである。中学校ではフランス語が必修科目である。中学生は英語を第一外国語、フランス語を第二外国語として学習し、高校生は英語またはフランス語どちらかを第一外国語として選択する。英語・フランス語共にネイティブの教員、講師による本格的な授業も行われる。
理科教育
カリタス学園の近隣に存在する多摩川や多摩丘陵についての学習を 「タマロジー（Tamalogy）」と名付け、地質調査や水生生物の観察といったフィールドワークを実施している。多摩川や生田緑地に実際に赴き、複雑な自然環境への理解を深めることを目的とする。
進学指導
高校2年生からは私立文系コース、国立文系コース、理数コースの3コースを選択する。私立文系コースは外国語・国語・社会を中心に、国立文系コースは外国語・国語・数学を中心に、理数コースは数学・理科・英語を中心とした力を入れたカリキュラムとなる。2013年度から高校1年生からの選択は廃止となり語学選択のみで、高校2年生からとなった。　
基本的に土曜日の授業はなく、週5日制。全ての曜日が7限ある。1限につき45分間の授業となる。

## 制服
- 冬服は白いブラウスに紺色のジャンパースカート。ブレザーは着用自由期間がある。カーディガンは紺、灰色で生地は厚地。冬服のみ校章のマーク入り。
- 夏服はツーピース。白いセーラー型ブラウスに紺スカート。カーディガンは紺、白の2色で生地は薄地。
- 制服の紺色は「カリタスブルー」と呼ばれる。
- ブラウスに付けるリボンの色は、冬服・夏服共に中学生は赤、高校生は紺色。
- 学年の靴紐の色が定まっており、1年：白、2年：ピンク、3年：黄、4年：緑、5年：赤、6年：青となっている。
- 夏服の正装は白いソックスで、冬服はブレザー着用に黒ストッキングまたは黒タイツが正装となる。
- 2020年度より制服が改訂される。

## 行事
中学1年生はオリエンテーションキャンプに、宿泊行事が盛んである。修学旅行は中学3年生は長崎に行く。
フランス語を第一外国語として履修することのできるカリタスの他に、暁星中学校・高等学校、白百合学園中学校・高等学校、雙葉中学校・高等学校、聖ドミニコ学園中学校・高等学校などでフランス語教育連絡協議会を結成しており、毎年6月頃にこの5校でフランス語劇やスピーチの発表会である「フランス語フェスティバル」を開催している。1月下旬には全学年対象の英語・フランス語の外国語発表会、2月中旬には中学合唱コンクールも行われる。理科の校外学習で動物園実習、地学実習も行われる。
文化祭は例年9月下旬から10月上旬に2日間開催される。マルグリット祭（通称「マ祭」）と呼ばれている。

### 年間行事
- 前期
  - 4月 入学式、始業式、新入生オリエンテーション、新入生歓迎会、球技大会、防災・下校訓練
  - 5月 中学・高校マリア祭（中学・高校別）、前期中間テスト
  - 6月 中1オリエンテーションキャンプ、高1歌舞伎鑑賞、高3能楽鑑賞
  - 7月 前期期末テスト、終業式、中3〜高2カナダ研修（3週間 希望者）、前期夏期講習
- 夏休み
  - 8月 後期夏期講習、奉仕活動の会（アンジェラスの会）
- 後期
  - 9月 全学年実力テスト、文化祭（マルグリット祭）、
  - 10月 中3研修旅行、創立記念日、後期第一中間テスト、体育祭、中3研修旅行
  - 11月 中3研修旅行、全学年模試、中2動物園実習、高1PE
  - 12月 後期第二中間テスト、中2TGG英語研修、クリスマス会
  - 1月 外国語発表会、全学年模試
  - 2月 中学入学試験、中学合唱コンクール
  - 3月 学年末テスト、高1ダンス集中講義、中3GVS、送別会、高校卒業証書授与式、セブ島英語研修(希望者)

## 課外・部活動
- 現在22の部活動がある。

- 部活動の創設には、クラブ代表委員会、代表会議、生徒総会に愛好会の発足の承認を受け、少なくとも1年間の愛好会活動を行い、その後に前述の全ての団体から部活昇格を認められる必要がある。

- 部活動などは月・火・水・金曜日。課外授業、補講などは水・木曜日。活動日は部によって異なる。

- ESS部
- 演劇部

2017 年、関東演劇コンクール優勝。
2018年度全国演劇コンクール出場決定。
- オーケストラ部

文化祭での発表を行う。
11月上旬に定期演奏会。
- 華道部
- クッキング部
- 軽音楽部
- コーラス部
  - 2006年 神奈川県中高アンサンブル・コンサートに参加。
  - 2007年 神奈川県中高アンサンブル・コンサートに参加。
  - 2008年 中学生がNHK全国学校音楽コンクール中学校の部に初出場、神奈川県コンクール予選・本選共に優秀賞受賞。かながわユース・コーラルフェスト2008に参加。
  - 2009年 中学生がNHK全国学校音楽コンクール中学校の部に出場、神奈川県コンクール予選・本選共に優秀賞受賞。
  - 2010年 中学生がNHK全国学校音楽コンクール中学校の部に出場、神奈川県コンクール予選優秀賞・本選銅賞受賞。中高合同で11月公開の映画「マリア様がみてる」のサウンドトラックを担当。
  - 2011年 中学生がNHK全国学校音楽コンクール中学校の部に出場、神奈川県コンクール予選優秀賞・本選銅賞受賞。
  - 2012年 中学生がNHK全国学校音楽コンクール中学校の部に出場、神奈川県コンクール予選優秀賞・本選金賞受賞、関東甲信越ブロックコンクールに初出場、銅賞受賞。
  - 2013年 中学生がNHK全国学校音楽コンクール中学校の部に出場、神奈川県コンクール予選優秀賞・本選金賞受賞、関東甲信越ブロックコンクールに出場、奨励賞受賞。高校生が同コンクール高等学校の部に初出場、神奈川県コンクール本選銅賞受賞。
  - 2017年、中学生がNHK全国合唱音楽コンクール神奈川県大会金賞、関東甲信越ブロック奨励賞。
- 茶道部
- 生物部
- 美術部
- 漫画研究部
- 理科部
- 社会科研究部
- 写真部
- 競技かるた部
  - 2019年10月、第27回全国競技かるた多摩大会において個人戦全勝賞(3位)と団体戦3位を獲得。2020年6月愛好会から昇格。
- 水泳部
- ソフトボール部
- 卓球部
- ダンス部
- 硬式テニス部
- バスケットボール部
- バレーボール部
- フットサル部

## 愛好会
- 愛好会とは、部活動昇格を目的とするクラブのことあり、必要人数及び顧問の有無は部活動との差異はないが、2年間部活昇格が叶わなければ、解散となる。

- 愛好会を創設するには、複数学年に跨り7人の会員と顧問がいる必要があり、愛好会創設の期限は毎年5/31まで。また、部活創設と同様にクラブ代表委員会、代表会議で愛好会創設の承認を得る必要がある。

## 著名な出身者

### 政治家
- 川村綾

### 教師
- 大日向雅美

### 作家
- 乃南アサ
- 山田由香
- 窪美澄

### 芸能
- 紺野美沙子
- 櫻井梨央[1]
- 桜井玲香[2][3]
- 宮田愛萌[4]
- 堀田茜[7]
- 中山エミリ
- 英玲奈[8]

### アナウンサー
- 荒木さくら
- 下平さやか
- 内田嶺衣奈[8]
- 東美咲

## 交通アクセス
- 中野島駅 徒歩10分
- 登戸駅 徒歩20分又は川崎市交通局の路線バス。スクールバスは小学生専用。